# Klaus Janson
Klaus Janson, né le 23 janvier 1952 à Cobourg en Allemagne, est un auteur américain de bande dessinée.

## Biographie
Klaus Janson naît le 23 janvier 1952 à Cobourg en Allemagne. Ses parents émigrent aux États-Unis, dans l'État du Connecticut, en 1957. En 1973, Klaus Janson commence sa carrière de dessinateur de comics en encrant les dessins de Rich Buckler sur la série Black Panther alors publiée dans le comics Jungle Action. Il encre de nombreuses séries publiées par Marvel Comics comme les Défenseurs, Deathlock ou encore Howard the Duck. Il devient l'encreur régulier de la série Daredevil alors que de nombreux dessinateurs se succèdent jusqu'à ce que le titre soit repris par Frank Miller. Il suit celui-ci lorsqu'il passe chez DC Comics pour y créer Dark Knight returns. Frank Miller revient sur Daredevil et lorsqu'il quitte la série, Klaus Janson en devient le dessinateur attitré. Depuis, il alterne les rôles de dessinateur et d'encreur sur de nombreuses séries.
Il est aussi enseignant à la School of Visual Arts.

## Prix et récompenses
- 1987 : prix Jack-Kirby du meilleur épisode, du meilleur album et de la meilleure équipe artistique pour Batman: Dark Knight (avec Frank Miller et Lynn Varley)
- 2010 : Temple de la renommée Joe Sinnott, pour son œuvre d'encreur
- 2011 : prix Harvey du meilleur encreur pour Thor
- 2013 : prix Harvey du meilleur encreur pour Captain America
- 2016 : prix Harvey du meilleur encreur pour Batman : Dark Knight III